# Lorenzo Gómez de Solís
Lorenzo Gómez de Solís (siglo XV-c.1526) también conocido como "Gómez de Solís" fue comendador de la Orden de Santiago y el primer señor de Ojén, lugar donde erigió una fortaleza. En el ámbito militar tuvo un papel activo durante las primeras décadas del siglo XVI participando en las campañas de Gonzalo Fernández de Córdoba en Nápoles, sirviendo como coronel de la infantería española. Formó parte de la sociedad sevillana de principios de ese siglo, ostentando el rol de Veinticuatro de Sevilla y responsabilizándose de su Aduana.

## Biografía

### Familia
Lorenzo Gómez de Solís, hijo de Diego Fernández de Solís Ovando, pertenecía a la familia Solís de Cáceres, un linaje de la baja nobleza.  La familia ascendió en la sociedad  gracias a Gómez de Cáceres, maestre de la orden de Alcántara y pariente de Lorenzo. También estaba emparentado con los hermanos del maestre: el conde de Coria, Gutierre Solís y Hernán, señor de Salvatierra y Barcarrota. Su madre se apellidaba Becerra.
Lorenzo fortaleció su posición en Sevilla a través de su matrimonio con Beatriz de Esquivel, hija huérfana de Pedro de Esquivel, quien fue XXIV de Sevilla y administrador de la aduana de la ciudad desde 1485. Este enlace no solo lo vinculó con una familia influyente, sino que también le permitió asumir responsabilidades significativas en Sevilla, asumiendo los mismos cargos que había tenido su suegro.

### Carrera
Lorenzo Gómez de Solís inició su carrera militar en 1500, uniéndose a Gonzalo Fernández de Córdoba en la Guerra de Nápoles (1501-1504). Durante esta campaña, participó en las batallas de Barletta, Cerignola y Garellano, ascendiendo desde Capitán hasta Coronel de Infantería. Tras la guerra, desempeñó el cargo de lugarteniente del Capitán General en Calabria, en el Reino de Nápoles; estos servicios generaron una elevada deuda que la Corona aún le debía cuando testó por segunda vez.
En 1513, Lorenzo Gómez de Solís adquirió el señorío de Ojén, facilitado por una cédula del rey Fernando,. Este territorio, necesitado de repoblación tras la huida de los moriscos en 1500, ofrecía privilegios fiscales a sus nuevos habitantes, confirmados por el rey al Corregidor de Ronda. Además, el rey autorizó la construcción de una fortaleza en Ojén, a pesar de la oposición de Marbella, a cuyo alfoz pertenecía esta localidad. El anterior propietario había sido el secretario real Miguel Pérez de Almazán.
En febrero de 1518, Lorenzo se encontraba en Málaga, preparándose para embarcar como coronel en una expedición contra los moros de África. Aprovechó este momento para redactar un nuevo testamento, detallando su patrimonio y cargos. En ese tiempo, mantenía una veinticuatría en Sevilla y la zobairía de la aduana de Sevilla, heredados de su familia política. También era tenente de Aroche y alcalde mayor de las sacas del arzobispado de Sevilla. Estableció mayorazgos para sus hijos, Gaspar y Melchor, y dotes para sus hijas, Francisca y Catalina, asegurando que el señorío de Ojén permaneciera en la rama principal del linaje Solís..
La última referencia escrita data de 1526, cuando hizo escritura de los mayorazgos instruidos en sus hijos junto con su mujer. Según los indicios pudo morir poco después. 

## Matrimonio y descendencia
En el período previo a su participación en la guerra de Nápoles alrededor del año 1500, Lorenzo Gómez de Solís ya era padre de Rodrigo de Solís, un hijo nacido fuera de su matrimonio. Rodrigo, quien se había orientado hacia la vida eclesiástica, le dio un nieto llamado García en 1518.
Residente en Sevilla, Lorenzo Gómez de Solís contrajo matrimonio por segunda vez en un periodo entre 1496 y 1505 con Beatriz de Esquivel (-1529), hija de Pedro de Esquivel, anterior veinticuatro de Sevilla, y Constanza Fernández. Beatriz provenía de una conocida familia sevillana de judeoconversos, cuyo abuelo materno, García Sánchez de Arauz, fue Jurado de Sevilla y autor de los Anales, un documento importante para el estudio de la historia de la ciudad. La responsabilidad de la zobairía de la Aduana de Sevilla, que inicialmente pertenecía a su abuelo, fue heredada por el padre de ella y posteriormente pasó a Lorenzo Gómez de Solís.Con Beatriz tuvo cuatro hijos:
1. Gaspar Antonio de Solís.  el primogénito, fue el beneficiario final de los dos los mayorazgos establecidos por sus padres y sucedió a Lorenzo como el 2º señor de Ojén. Contrajo matrimonio con Constanza Carrillo, hija de Fernando Tello, quien ejerció como fiscal del Consejo Real y ocupó el cargo de XXIV de Sevilla, y de Isabel de Hinestrosa,[16][17][18] Isabel era nieta de Juan Fernández Cerón, II Señor de la Torre de Guadiamar y Alcalde mayor de Sevilla. A través de su descendencia, Gaspar Antonio se convirtió en bisabuelo de Francisco Gaspar de Solís Manrique y Tavera, quien fue caballero de Calatrava y Señor de Rianzuela, Ojén, Lorenzana, Henestrosa y Terán, además de desempeñarse como General de Caballería y Gobernador Militar; su hijo mayor fue el primer Marqués de Rianzuela.[19]
2. Melchor Luis de Solís. Era el otro hijo mencionado en los mayorazgos, pero falleció sin dejar herederos antes de 1539.[13]
3. Francisca de Solís. Contrajo matrimonio con Juan de Monsalve, señor de Benagiar, veinticuatro y fiel ejecutor de Sevilla.[12]
4. Catalina de Solís. Mencionada en el testamento de Lorenzo Gómez de Solís.[12]

Su esposa Beatriz de Esquivel fallecía, ya viuda, el 6 de abril de 1558.